# Perils of the Deep Blue
| Críticas profissionais | Críticas profissionais |
| Avaliações da crítica  | Avaliações da crítica  |
| Fonte                  | Avaliação              |
| ---------------------- | ---------------------- |
| About.Com              | 3.5 de 5 estrelas.     |
| Sputnikmusic           | 4.5 de 5 estrelas.     |

Perils of the Deep Blue é o sexto álbum de estúdio da banda norueguesa de gothic metal Sirenia . Foi lançado em 28 de junho de 2013, na Europa, 1º de julho no Reino Unido e 9 de julho na América do Norte pela Nuclear Blast .
Produzido por Morten Veland, foi masterizado e mixado por Endre Kirkesola no Dub Studios na Noruega.
Foi o último álbum da banda lançado pela Nuclear Blast, antes do término de seu contrato de longo prazo.

## Arte de capa
A arte da capa do álbum representa um evento fortuito. Foi criado pela artista gótica britânica Anne Stokes . Veland encontrou a pintura sinistra, intitulada "Lamento da Sirene" - uma representação de uma sereia reclinada sobre uma rocha em uma caverna marinha, deslizando sua cauda pelos crânios de suas (aparentes) vítimas, enquanto elas flutuavam na superfície da água - quando ele surfava na Internet procurando uma ilustração adequada para o álbum. Ele contatou Stokes, que é bem conhecida internacionalmente por sua arte fantástica . Ela deu a ele permissão para usá-lo no álbum então inédito.
Nos lançamentos seguintes, Veland optou por requisitar capas bem mais complexas, escuras e sob medida, criadas pelo artista húngaro Gyula Havancsák.

## Escrita e gravação
Ailyn se juntou a um coro norueguês em 2012 para algum treinamento e inspiração para o próximo lançamento. De acordo com Morten, o processo de escrita levou dois anos. Ele começou a escrever para o álbum antes do lançamento do anterior. Em uma entrevista, ele disse: "Toda a banda e todas as pessoas com quem estamos trabalhando estão absolutamente extasiadas com isso! Este álbum leva SIRENIA para o próximo nível e traz muitos novos lados de nós para a mesa. Há coisas típicas do SIRENIA, testadas e comprovadas, mas também abordagens que você nunca ouviu falar de nós antes. Acho que nunca me senti tão bem com um álbum em toda a minha carreira. Quero dizer, eu amo todos eles, mas este é algo especial. É o resultado de dois anos e meio de sangue, suor e lágrimas. Eu literalmente coloquei meu coração e alma neste álbum, então estou muito curioso para ver o que nossos fãs, assim como a imprensa, vão pensar sobre isso!"

## Divulgação
Em 7 de maio de 2013, Sirenia lançou um trailer de estúdio para o álbum no Facebook . Em 10 de maio, a banda lançou um single para download, "Seven Widows Weep", pela Amazon junto com "Ditt Endelikt".
A banda lançou seu segundo trailer de estúdio mostrando a sessão de fotos dos membros para o álbum em 21 de maio de 2013, no canal da Nuclear Blast no YouTube .
Em 3 de junho, Sirenia estreou seu último videoclipe para o single "Seven Widows Weep". Foi filmado em abril na Sérvia pela iCODE Team Productions.
Um lançamento final, da música "Once A Star", estava disponível a partir de junho de 2013 para download digital apenas no iTunes .

## Recepção
Perils of the Deep Blue foi o maior sucesso comercial de Sirenia até hoje. Foi sua primeira entrada nas paradas americanas: os álbuns de Hard Rock da Billboard (nº 97) e os álbuns de Heatseekers - que lista os álbuns mais vendidos de artistas que nunca apareceram no Top 100 da Billboard 200 - onde atingiu o pico no número 20. No geral, vendeu cerca de 900 cópias nos Estados Unidos em sua primeira semana de lançamento. No final daquele ano, havia vendido 1.560 cópias.
Da mesma forma, na Europa o lançamento foi bastante importante. Foi a primeira entrada de Sirenia no UK Rock Chart, onde alcançou a 11ª posição. Na parada oficial alemã, alcançou a posição nº 50 - a melhor posição alcançada pela banda nas paradas daquele país - e na parada suíça atingiu o pico na posição 43.

## Lista de músicas
Todas as letras escritas por Morten Veland. 
| N.º            | Título                                           | Duração |  |
| 1.             | "Ducere me in lucem"                             | 3:33    |  |
| 2.             | "Seven Widows Weep"                              | 6:57    |  |
| 3.             | "My Destiny Coming to Pass"                      | 5:16    |  |
| 4.             | "Ditt endelikt"                                  | 6:10    |  |
| 5.             | "Cold Caress"                                    | 5:57    |  |
| 6.             | "Darkling"                                       | 5:35    |  |
| 7.             | "Decadence"                                      | 4:58    |  |
| 8.             | "Stille kom døden"                               | 12:42   |  |
| 9.             | "The Funeral March"                              | 5:34    |  |
| 10.            | "Profound Scars"                                 | 6:09    |  |
| 11.            | "A Blizzard Is Storming"                         | 4:49    |  |
| 12.            | "Chains" (canção bônus da edição limitada)       | 4:24    |  |
| 13.            | "Blue Colleen" (canção bônus da edição limitada) | 5:01    |  |
| 14.            | "Once a Star" (canção bônus da edição limitada)  | 5:14    |  |
| Duração total: | Duração total:                                   | 72:19   |  |

- "Seven Widows Weep" tem um vídeo .

## Equipe

### Sirenia
- Morten Veland – vocais, todos os outros instrumentos
- Ailyn - vocais

### músicos de sessão
- Joakim Næss – vocais masculinos em "Ditt endelikt"
- Damien Surian, Mathieu Landry, Emmanuelle Zoldan e Emilie Bernou – The Sirenian Choir